# Orodes III de Pàrtia
Orodes III fou rei de Pàrtia de l'any 5 al 7.
Fou col·locat en el tron pels nobles després de l'assassinat del rei Fraates V.
A Armènia l'assassinat del rei prorromà Artavasdes VI l'any 6, i la seva substitució per un rei de nom Tigranes V, possible fill de l'assassinat i també prorromà, va incrementar la rebel·lió dels partidaris de la reina Erato, partidaria dels parts, que es va estendre's ràpidament, i finalment el mateix partit prorromà acabarà desposant a Tigranes V i donant la corona a Erato vers l'any 10.
Accusat de crueltat fou assassinat pels nobles l'any 7 i es va demanar a l'emperador que enviés com rei a l'arsàcida Vonones I, germà de Fraates V que estava com a ostatge a Roma des del tractat entre els romans (August) i els parts (Fraates IV) signat vers el 25 aC.
| Precedit per: Fraates V | Imperi Part | Succeït per: Vonones I |